# Arne Eggebrecht

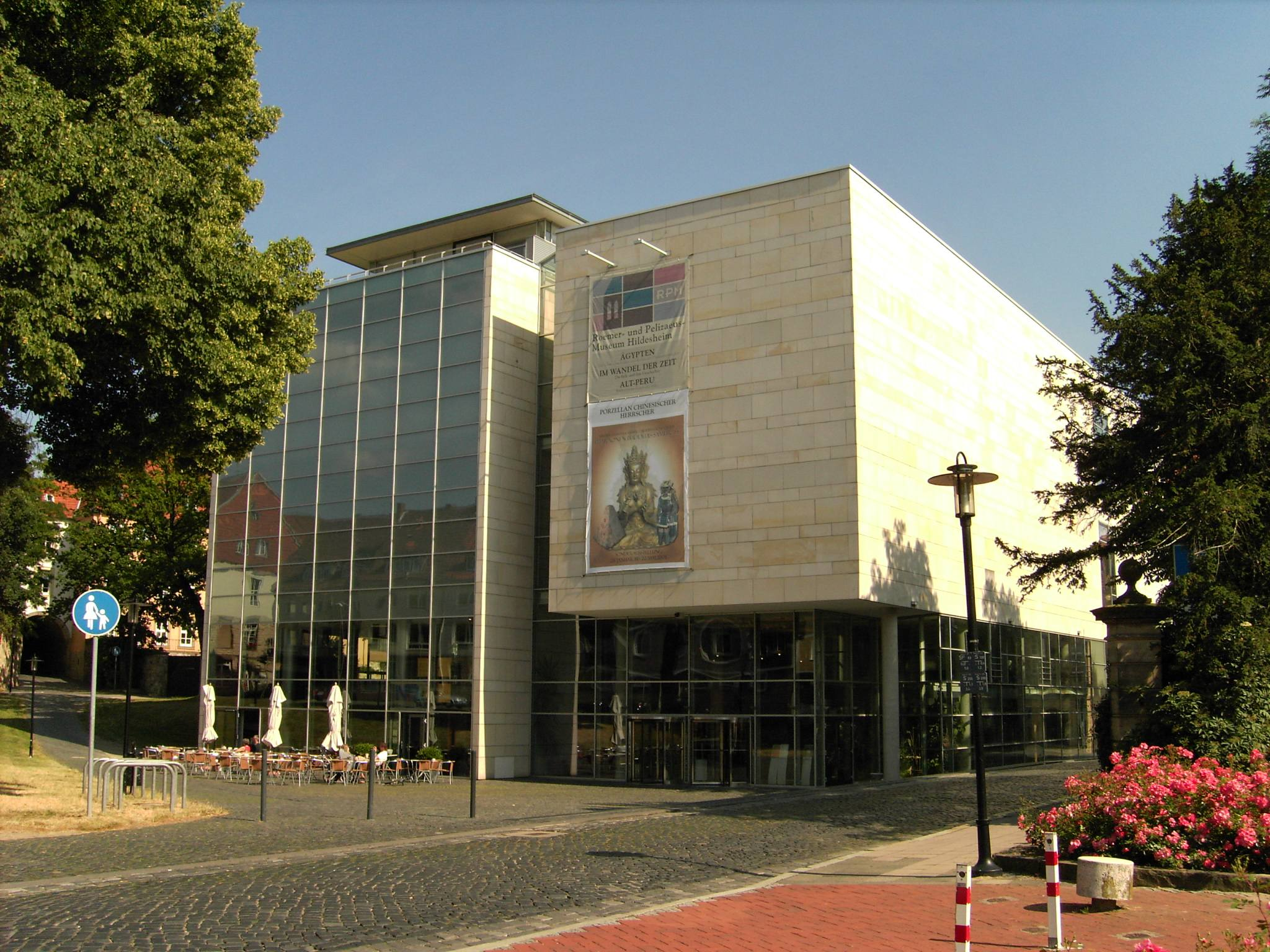
Roemer- und Pelizaeus-Museum Hildesheim

Arne Eggebrecht (* 12. März 1935 in München; † 8. Februar 2004 in Hildesheim) war ein deutscher Ägyptologe. Er war von 1974 bis 2000 Direktor des Roemer- und Pelizaeus-Museums in Hildesheim. An der Universität Hildesheim lehrte er als Honorarprofessor für Museologie. Eggebrecht gilt als einer der Gründungsväter des modernen, internationalen Ausstellungswesens.

## Leben
Arne Eggebrecht ist der älteste Sohn des Schriftstellers Jürgen Eggebrecht (1898–1982) und der Pianistin Elfi Eggebrecht, geborene Stiehr (1905–2000). Seine Brüder sind der Cellist und Barytonspieler Jörg Eggebrecht (1939–2009) und der Schriftsteller und Journalist Harald Eggebrecht (geboren 1946).
Arne Eggebrecht studierte Germanistik, Kunstgeschichte und Klassische Archäologie und Ägyptologie. Er wurde 1973 an der Universität München in Ägyptologie promoviert. Er arbeitete zunächst mehrere Jahre am Handbuch der Archäologie mit und forschte am Staatlichen Museum Ägyptischer Kunst in München und am Deutschen Archäologischen Institut in Kairo, bevor er 1974 zum Direktor des Roemer- und Pelizaeus-Museums in Hildesheim berufen wurde. 1984 wurde er dessen leitender Direktor. Während seiner Amtszeit organisierte Eggebrecht insgesamt 26 Großausstellungen, die sich größtenteils als Besuchermagneten erwiesen und insgesamt fast drei Millionen Besucher nach Hildesheim lockten.
Neben der Veröffentlichung zahlreicher wissenschaftlicher Schriften initiierte er das Katalogisierungsprojekt Corpus Antiquitatum Aegyptiacarum (CAA), begründete die wissenschaftliche Reihe Hildesheimer Ägyptologische Beiträge und war Mitbegründer und Chairman des Komitees für Ägyptologie innerhalb des Internationalen Museumsrates (ICOM) der UNESCO. 1978 wies Eggebrecht anlässlich der Ausstellung Sumer – Assur – Babylon in einem publikumswirksamen Experiment nach, dass die Parther mit Hilfe der so genannten Bagdad-Batterie die Kunst des Galvanisierens beherrscht haben könnten. Ab 1980 führte der Wissenschaftler ein erfolgreiches archäologisches Grabungsunternehmen der Deutschen Forschungsgemeinschaft im östlichen Nildelta bei Qantir in der antiken Hauptstadt Pharao Ramses II., Pi-Ramesse.

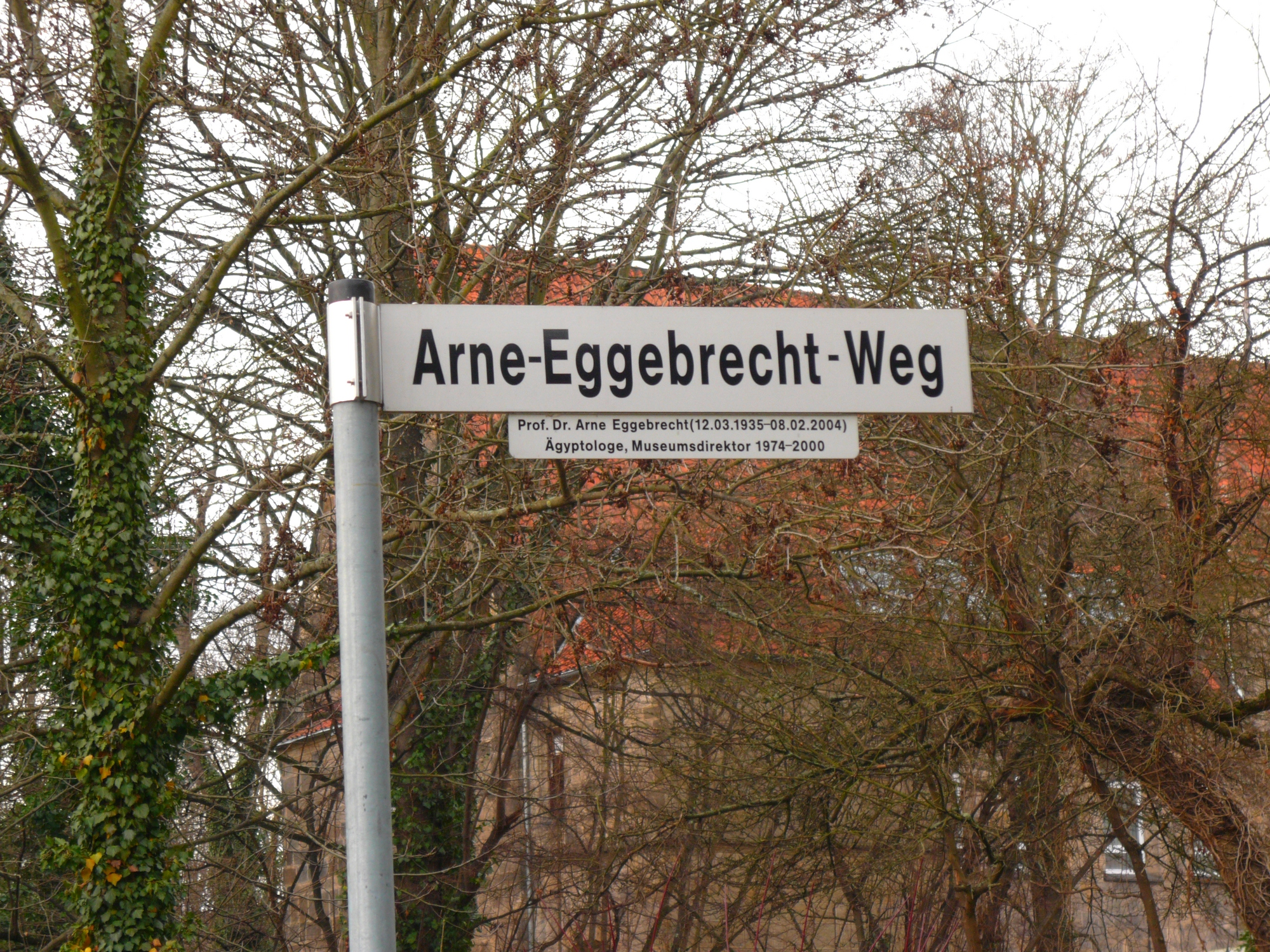
Arne-Eggebrecht-Weg in Hildesheim

Eggebrecht trat vehement für einen Neubau als Ergänzung zu den unzureichenden Räumlichkeiten des Museums ein. 2000 konnte der Neubau fertiggestellt und eröffnet werden. Im gleichen Jahr kam es zum Eklat, nachdem Eggebrechts Amtsnachfolgerin, die US-Ägyptologin Eleni Vassilika, in einer nicht öffentlichen Vorstandssitzung geäußert hatte, bei zwei von ihm getätigten Neuerwerbungen des Museums handele es sich um Fälschungen. Weitere Stücke habe Eggebrecht zu überhöhten Preisen gekauft. Diese Befürchtungen wurden von anderen Vorstandsmitgliedern öffentlich gemacht. Die Staatsanwaltschaft leitete daraufhin ein Ermittlungsverfahren gegen Eggebrecht ein, das schließlich eingestellt wurde. Der Streit geriet in Hildesheim durch das Eingreifen mehrerer rivalisierender Kommunalpolitiker, die sich auf unterschiedliche Seiten stellten, zum Politikum. Eggebrecht strengte einen Prozess wegen Rufschädigung an, der mit einer förmlichen „Ehrenerklärung“ der Stadt Hildesheim und Vassilikas zugunsten des langjährigen Museumsdirektors endete.
In den 1980er Jahren baute Eggebrecht eine ungewöhnlich enge Verbindung zum Ostberliner Ägyptischen Museum und dessen Kurator und späteren Leiter Karl-Heinz Priese auf, was sich unter anderem in der Leihgabe von 60 hochklassigen Objekten für die Ausstellung „Ägyptens Aufstieg zur Weltmacht“ 1987 niederschlug.

## Familie
Arne Eggebrecht war mit der Ägyptologin Eva Eggebrecht verheiratet und sind die Eltern des Videospielentwicklers Julian Eggebrecht.

## Ehrungen
- 1984: Bundesverdienstkreuz[2]
- 1988: Niedersachsenpreis
- 2005 gab die Stadt Hildesheim zu Ehren des verstorbenen Wissenschaftlers einem direkt am Museum verlaufenden Verbindungsweg (zwischen Dammstraße und Palandtweg) den Namen Arne-Eggebrecht-Weg. Zwei Jahre später wurde außerdem ein Sitzungssaal des Hildesheimer Rathauses nach ihm benannt.